# ادونيا ريتشاردسون
ادونيا ريتشاردسون (بالإنجليزية: Adonijah Richardson)‏ (6 أبريل 1990 في المملكة المتحدة - ) هو لاعب كرة قدم بريطاني في مركز الوسط. شارك مع منتخب أنغويلا لكرة القدم.

## وصلات خارجية
- ادونيا ريتشاردسون على موقع الاتحاد الدولي (مؤرشف)  (الإنجليزية)
- ادونيا ريتشاردسون على موقع قاعدة بيانات كرة القدم.إي يو (الإنجليزية)
- ادونيا ريتشاردسون على موقع ناشيونال فوتبول تيمز (الإنجليزية)